# Phymatostetha yunnanensis
Phymatostetha yunnanensis är en insektsart som beskrevs av Matsumura 1942. Phymatostetha yunnanensis ingår i släktet Phymatostetha och familjen spottstritar. Inga underarter finns listade i Catalogue of Life.